# Государственный строй Маврикия
Государственный строй Маврикия определён Конституцией Маврикия, принятой 12 марта 1968 года. В Конституции Республика Маврикий определяется как демократическое государство. Конституция также устанавливает разделение властей на законодательную, исполнительную и судебную.
В Республике Вестминстерская система управления. Законодательная власть принадлежит однопалатному парламенту — Национальной ассамблее Маврикия. Парламент выбирает президента, который является главой государства, а премьер-министром назначается лидер партии парламентского большинства, который становится главой правительства.

## Законодательная власть
Президент и вице-президент избираются парламентом на пятилетний срок. Они, наряду с председателем парламента и остальными членами Национальной ассамблеи, решают любые правовые вопросы, в том числе принимают законы. Большая часть законопроектов составляется кабинетом министров, лидером официальной оппозиции или другими парламентариями.

## Исполнительная власть
Премьер-министр обладает полной исполнительной властью и назначается президентом. Кабинет министров назначается президентом по рекомендации премьер-министра. Кабинет министров отвечает за работу правительства и состоит из премьер-министра (главы правительства) и 24 министров, в том числе заместителя премьер-министра и одного или двух вице-премьер-министров.

## Судебная власть
Судебная система Маврикия имеет черты как французского, так и английского права. Высшим судебным учреждением является Верховный суд и состоит из верховного судьи и ещё четырёх судей. Есть также право на подачу апелляции в Судебный комитет Тайного совета.